# Datis Nuperrime
Datis Nuperrime – encyklika papieża Piusa XII opłakująca pożałowania godne wypadki na Węgrzech i potępiająca bezużyteczne stosowanie przemocy, opublikowana 5 listopada 1956. Tytuł pochodzi od pierwszych słów dokumentu, w tłumaczeniu: W danej niedawno encyklice.
Głównym powodem wydania encykliki była reakcja na sowiecką interwencję na Węgrzech i stłumienie powstania węgierskiego 1956 r. Papież na początku odniósł się do wydanej przez siebie zaledwie kilka dni wcześniej encykliki Laetamur Admodum, w której dał wyraz nadziei na zaprowadzenie pokoju, sprawiedliwości i wolności w tym kraju. Nadzieja ta upadła na wieść o brutalnym najeździe obcej armii i ponownym zniewoleniu. Papież wyznał, że opłakuje i potępia te nieszczęsne wypadki. Przypominając biblijny motyw zbrodni Kaina na Ablu napisał: Krew narodu węgierskiego woła do Boga! Następnie papież przypomniał krótko swoje wielokrotne nauki, że ładu społecznego nie zapewni się nigdy przelewem krwi, ponieważ prawdziwy pokój bazuje zawsze na sprawiedliwości, wolności i pokoju. Wyraził nadzieję, że politycy położą kres niesprawiedliwości i gwałtom. Zapewnił o swojej modlitwie za ofiary i wezwał do niej wszystkich katolików.
Jest to ostatnia i najbardziej dramatyczna z trzech encyklik Piusa XII, komentujących na bieżąco sytuację na Węgrzech w 1956 r. Poprzednie to Luctuosissimi Eventus oraz Laetamur Admodum. Są one wyrazem ogromnego zainteresowania i przejęcia papieża rozwojem sytuacji w krajach komunistycznych, a zwłaszcza losem tamtejszych Kościołów i wiernych. Te i inne dokumenty uwidaczniają nie tylko walkę Stolicy Apostolskiej z systemem komunistycznym, który Pius XII uznawał zasadnie za jednego z największych wrogów chrześcijaństwa, ale i wielką troskę papieża o los swojej owczarni zniewolonej i poddanej prześladowaniom. Nabierają one wielkiego znaczenia moralnego zwłaszcza wobec częstego milczenia demokratycznych krajów Zachodu wobec wydarzeń w krajach za żelazną kurtyną.